# ييلان (فولغوغراد)
ييلان (بالروسية: Елань) هي مدينة في مقاطعة فولغوغراد أوبلاست في روسيا.
يبلغ عدد سكانها حوالي 15038 نسمة.